# Ringa Ropo-Junnila
Pour les articles homonymes, voir Junnila.
Ringa Ropo-Junnila (née le 16 février 1966 à Kangasniemi) est une sauteuse en longueur finlandaise.

## Biographie
Après une quatrième place aux Championnats d'Europe d'athlétisme en salle 1988 à Budapest, elle remporte la médaille de bronze aux Championnats d'Europe d'athlétisme en salle 1989 à La Haye, puis termine quatrième des Championnats du monde d'athlétisme en salle 1989 à Budapest. Elle termine ensuite huitième des Championnats d'Europe d'athlétisme 1990 à Split.
Elle représente la Finlande aux Jeux olympiques d'été de 1992 à Barcelone en saut en hauteur et a terminé 13e des qualifications. 

## Vie privée
Sa fille est la sauteuse en hauteur Ella Junnila.